# 長谷川寛太
長谷川 寛太（はせがわ かんた、1996年4月23日 - ）は、ジャパンラグビーリーグワン・ルリーロ福岡に所属するラグビー選手。

## プロフィール
- 長崎県出身[1]。
- ポジションはプロップ(PR)。
- 身長 179cm、体重 110kg
- ニックネームはカンタ。

## 略歴
2015年、長崎北陽台高校卒業後、帝京大学に入る。
2019年、帝京大学卒業後、コカ・コーラレッドスパークスに加入。同年11月21日に行われたジャパンラグビートップチャレンジリーグ第2節の栗田工業ウォーターガッシュ戦にて途中出場で公式戦初出場を果たす。
2021年、宗像サニックスブルースに加入。
2022年、ルリーロ福岡選手スコッドに選ばれた。